# Regar-TadAZ Tursunzoda
Regar-TadAZ Tursunzoda (tadż. Клуби футболи «Регар-ТадАЗ» Турсунзода) – tadżycki klub piłkarski, mający siedzibę w mieście Tursunzoda, na zachodzie kraju.

## Historia
Chronologia nazw:
- 1975: Metałłurg Regar (ros. «Металлург» Регар)
- 17.02.1978: Metałłurg Tursunzoda (ros. «Металлург» Турсун-Заде)
- 1990: Regar Tursunzoda (ros. «Регар» Турсун-Заде)
- 1995: Regar-TadAZ Tursunzoda (ros. «Регар-ТадАЗ» Турсун-Заде)

Piłkarski klub Metałłurg został założony w miejscowości Regar w 1975 roku po tym, jak w tym roku powstała TadAZ (obecnie TALCO), największa huta aluminiowa w regionie i Tadżykistanie. 17 lutego 1978 po zmianie nazwy miasta klub nazywał się Metałłurg Tursunzoda. W 1990 z nazwą Regar Tursunzoda debiutował w Drugiej Lidze, 5 strefie Mistrzostw ZSRR, w której występował do 1991.
W 1992 po uzyskaniu niepodległości przez Tadżykistan zespół debiutował w rozgrywkach Wyższej Ligi Tadżykistanu. W debiutanckim sezonie zajął 2. miejsce w końcowej klasyfikacji. W 1995 klub zmienił nazwę na Regar-TadAZ Tursunzoda, gdzie TadAZ to skrót od Tadżycki Aluminiowy Zakład - jego głównego sponsora. W 2000 debiutował w rozgrywkach pucharów azjatyckich. Pierwszy sukces przyszedł w 2001, kiedy to zespół zdobył mistrzostwo oraz Puchar Tadżykistanu.

## Sukcesy

### Trofea międzynarodowe
| \| \| Zdobyte trofea w rozgrywkach międzynarodowych (stan na: 31-12-2015) \| |                                                                     |      |                  |
| Rozgrywki                                                                    | Osiągnięcie                                                         | Razy | Sezon(y)         |
| · Liga Mistrzów AFC                                                          | zdobywca                                                            | 0    |                  |
| · Liga Mistrzów AFC                                                          | finalista                                                           | 0    |                  |
| Puchar AFC                                                                   | zdobywca                                                            | 0    |                  |
| Puchar AFC                                                                   | finalista                                                           | 0    |                  |
| Puchar AFC                                                                   | 4.miejsce w grupie                                                  | 0    | 2013             |
| Azjatycki Puchar Zdobywców                                                   | zdobywca                                                            | 0    |                  |
| Azjatycki Puchar Zdobywców                                                   | finalista                                                           | 0    |                  |
| Azjatycki Puchar Zdobywców                                                   | ćwierćfinalista                                                     | 1    | 2001/02          |
| Puchar Prezydenta AFC                                                        | zdobywca                                                            | 3    | 2005, 2008, 2009 |
| Puchar Prezydenta AFC                                                        | finalista                                                           | 1    | 2006             |
| FIFA                                                                         | Zdobyte trofea w rozgrywkach międzynarodowych (stan na: 31-12-2015) |      |                  |

### Trofea krajowe
Tadżykistan
| \| \| Zdobyte trofea w rozgrywkach Tadżykistanu (stan na: 31-12-2015) \| |                                                                 |      |                                          |
| Rozgrywki                                                                | Osiągnięcie                                                     | Razy | Sezon(y)                                 |
| Mistrzostwo                                                              | I miejsce                                                       | 7    | 2001, 2002, 2003, 2004, 2006, 2007, 2008 |
| Mistrzostwo                                                              | II miejsce                                                      | 7    | 1992, 2000, 2005, 2009, 2010, 2011, 2012 |
| Mistrzostwo                                                              | III miejsce                                                     | 1    | 2016                                     |
| Puchar                                                                   | zdobywca                                                        | 5    | 2001, 2005, 2006, 2011, 2012             |
| Puchar                                                                   | finalista                                                       | 7    | 1992, 1995, 1999, 2013, 2014, 2015, 2018 |
| Superpuchar                                                              | zdobywca                                                        | 0    |                                          |
| Superpuchar                                                              | finalista                                                       | 3    | 2011, 2012, 2013                         |
| II liga                                                                  | I miejsce                                                       | 0    |                                          |
| II liga                                                                  | II miejsce                                                      | 0    |                                          |
| II liga                                                                  | III miejsce                                                     | 0    |                                          |
| Tadżykistan                                                              | Zdobyte trofea w rozgrywkach Tadżykistanu (stan na: 31-12-2015) |      |                                          |

ZSRR
- Wtoraja Liga ZSRR (D3):
  - 9. miejsce w grupie 9: 1991
- Mistrzostwo Tadżyckiej SRR:
  - mistrz (2x): 1977, 1989
- Puchar Tadżyckiej SRR:
  - zdobywca (4x): 1979, 1984, 1987, 1989

## Inne trofea
- Puchar WNP:
  - ćwierćfinalista: 2009

## Stadion
Klub rozgrywa swoje mecze domowe na stadionie Metałłurg w Tursunzodzie, który może pomieścić 15 000 widzów.

## Piłkarze
| Nr | Poz. | Piłkarz               |
| -- | ---- | --------------------- |
| 3  | OB   | Farhad Holbeck        |
| 5  | OB   | Alisher Sharipov      |
| 6  | OB   | Farrukh Choriev       |
| 7  | PO   | Rasul Payzov          |
| 8  | PO   | Firuz Karaev          |
| 9  |      | Sherzod Muhamadiev    |
| 10 | PO   | Faridoon Sharipov     |
| 12 | PO   | Muzaffar Sirodzhiddin |
| 13 | PO   | Nozim Bobojonov       |
| 14 | OB   | Oibek Abdugaffor      |
| 15 | NA   | Numon Zokirov         |
| 16 | BR   | Alisher Dodov         |

| Nr | Poz. | Piłkarz           |
| -- | ---- | ----------------- |
| 18 | OB   | Akbar Bobomurodov |
| 20 | OB   | Bakhtiyor Asimov  |
| 21 | NA   | Komron Tursunov   |
| 22 | NA   | Kamil Saidov      |
| 24 | OB   | Daler Tukhtasunov |
| 25 | BR   | Vladimir Sysoev   |
|    | PO   | Avaz Makhmudov    |
|    | PO   | Abdullah Saidov   |
|    | PO   | Shodmon Tagoyzoda |
|    | PO   | Romish Jalilov    |
|    | NA   | Armen Gevorkiyan  |
|    | NA   | Nozim Babadżanow  |

## Trenerzy
...
- 1990–07.1990:  Jurij Karamian
- 07.1990–1990:  Aleksandr Rybiniec
- 1991:  Jurij Karamian

...
- 2000:  Abdullo Murodow
- 2001–2002:  Mahmadżon Habibullojew
- 01.2003–2005:  Isztwan Sekecz
- 2005–2013:  Mahmadżon Habibullojew
- 2014:  Nadżmiddin Tolibow
- 2015–...:  Aliszer Hakberdijew